# Ginnastica ai Giochi della I Olimpiade - Trave a squadre
La gara della trave a squadre dei Giochi della I Olimpiade fu uno degli otto eventi sportivi, riguardanti la ginnastica dei primi Giochi olimpici moderni, tenutosi ad Atene, il 9 aprile 1896.
Ha partecipato alla competizione solo una nazione, la Germania, con 11 ginnasti. La gara, che si tenne nell'arena dello Stadio Panathinaiko di Atene era riservata ai soli atleti maschi, come tutte le competizioni dell'Olimpiade di Atene 1896.

## Risultati
Vi erano dieci travi orizzontali disponibili per l'uso. I giudici assegnarono il punteggio in base all'esecuzione, al ritmo e alla difficoltà tecnica.
| Posizione | Squadra  | Team leader   | Ginnasti |
| --------- | -------- | ------------- | --- |
|           | Germania | Fritz Hofmann | Conrad Böcker, Alfred Flatow, Gustav Flatow, Georg Hillmar, Fritz Manteuffel, Karl Neukirch, Richard Röstel, Gustav Schuft, Carl Schuhmann, Hermann Weingärtner |